# Mark Osborne
Mark Osborne (Trenton, 17 de setembro de 1970) é um cineasta e animador estadunidense. Foi indicado ao Oscar de melhor curta-metragem de animação na edição de 1999 pelo trabalho na obra More.

## Filmografia
- Jurassic Park (1993)
- Greener (1994)
- More (1998)
- Herd (1999)
- SpongeBob SquarePants (1999-2004)
- Short 7: Utopia (2000)
- Dropping Out (2000)
- Caffeine Headache (2003)
- Channel Chasers (2004)
- The SpongeBob SquarePants Movie (2004)
- The Better Half (2004)
- Kung Fu Panda (2008)
- SpongeBob SquigglePants (2011)
- Le Petit Prince (2015)
- Omniverse (2018)